# Radulfus Ardens
Radulfus Ardens (franz. Raoul Ardent; † um 1200) war ein scholastischer Theologe, der in 2. Generation vor allem durch Gilbert von Poitiers beeinflusst ist. Sein Hauptwerk, das Speculum universale, ist die umfangreichste und eigenständigste Tugendethik des 12. Jahrhunderts.

## Leben
Als Autor des Speculum universale wird in der ältesten Handschrift „Magister Radulfus“ genannt. Der Beiname „Ardens“ taucht erst in den Handschriften aus dem späten 14. und aus dem 15. Jahrhundert auf und wird gewöhnlich auf die leidenschaftliche Art seiner Predigt zurückgeführt.
Über seine Person und sein Leben ist kaum Sicheres bekannt. Die in der Literatur und in Lexika auftauchende Auskunft, er stamme gebürtig aus Beaulieu-sous-Bressuire in der Nähe von Poitiers, lässt sich nicht sicher erweisen, ebenso wenig wie die Angaben, dass er Kaplan König Richards I. Löwenherz, Archidiakon in Poitiers und schließlich auch Magister in Paris gewesen sei.
Unklar ist auch das Todesdatum. In einer Handschrift ist der 12. September angegeben, ob das Todesjahr aber auf 1200 datiert werden kann, ist umstritten. Dagegen lässt sich aufgrund charakteristischer Lehrmeinungen aus mehreren Stellen des Speculum universale (z. B. Buch VII und VIII) entnehmen, dass Radulfus Ardens – wie auch Nikolaus von Amiens, Alanus von Lille, Simon von Tournai u. a. – durch das Denken Gilberts von Poitiers beeinflusst ist.

## Das Speculum universale
Das Hauptwerk des Radulfus Ardens, das Speculum universale, ist eine Gesamtdarstellung der theologischen Ethik im 12. Jahrhundert. Das Werk beginnt mit einer Allgemeinen Tugendlehre (Buch I-V), in der die ethischen Grundbegriffe entfaltet und die Entstehungsprozesse von Tugenden und Lastern analysiert werden. In der Speziellen Tugendlehre (Buch VII-XIV) werden die einzelnen Tugenden und die ihnen entsprechenden Laster in systematischer Form auf der Grundlage der verschiedenen Seelenvermögen entfaltet.

### Aufbau
- Buch I: Allgemeine Bestimmung der Ethik im Rahmen der Wissenschaften / Bestimmung des Guten und Schlechten, der Tugend und des Lasters / Seelenlehre / Ur- und Erbsündenlehre
- Buch II: Erlösungslehre / Gnade und Freiheit / Die für die Entwicklung von Tugenden und Lastern förderlichen und hinderlichen äußeren Anlässe (occasiones)
- Buch III: Die Feinde des Menschen: das Fleisch, Teufel und Dämonen, weltlich ausgerichtete Menschen
- Buch IV: Die Freunde des Menschen: der Geist, die Engel, gerechte Mitmenschen, Gott selbst
- Buch V: Die Entwicklung des guten und bösen Willens aus den Gedanken und Affekten und die Verfestigung dieses Willens in Tugenden und Lastern
- [Buch VI:] Das Gebet (fehlt)
- Buch VII: Die diskretiven Tugenden; Der Glaube: Gottes- und Trinitätslehre
- Buch VIII: Der Glaube: Christologie, Sakramentenlehre, Eschatologie
- Buch IX: Klugheit
- Buch X: Gerechtigkeit, Tapferkeit, Maßhaltung
- Buch XI: Die affektiven (amativen und oditiven) Tugenden
- Buch XII: Die kontemptiven Tugenden
- Buch XIII: Die Tugenden des äußeren Menschen; Disziplin der Worte: Reden und Schweigen
- Buch XIV: Disziplin der Sinne: Sehen, Hören, Riechen, Schmecken, Tasten
- [Buch XV:] Richtigkeit der Werke (fehlt)[5]

Radulfus ordnet in die Grundstruktur der Tugendlehre alle wichtigen Themen der dogmatischen Glaubenslehre ein: Die Erbsündenlehre in Buch I, Soteriologie und Gnadenlehre in Buch II, Dämonologie und Angelologie in Buch III und IV, Gottes- und Trinitätslehre in Buch VII, Christologie, Sakramentenlehre und Eschatologie in Buch VIII. So entsteht eine theologische Gesamtdarstellung des christlichen Glaubens, die aber im Unterschied zu den heilsgeschichtlichen Summen dieser Zeit nicht an der Darstellung der Glaubensinhalte, sondern an der Systematik der Ethik und Tugendlehre orientiert ist. Radulfus Ardens konzipiert damit die Theologie primär als praktische und weniger als theoretische Wissenschaft. Es geht für ihn nicht primär um spekulative Entfaltung der Glaubensinhalte; vielmehr werden die Inhalte des Glaubens von vornherein in ihrer Hinordnung auf das ethische Handeln des Menschen und in ihrer Bedeutung für diese Praxis verstanden.

### Entstehungsprozess der Tugenden und Laster
Neuartig in der Allgemeinen Tugendlehre des Radulfus Ardens ist die eingehende Analyse des Prozesses, wie Tugenden und Laster zustande kommen. Ausgehend von den Gedanken wird ihre zunehmende affektive Besetzung herausgearbeitet, die sich schließlich mit der Zustimmung (consensus) zum Willen verdichtet. Dem inneren Willen folgen die äußeren Taten und diese können sich schließlich durch die Gewohnheit zu Tugenden und Lastern entwickeln. Radulfus Ardens thematisiert dabei auch die äußeren Bedingungen, die die Entstehung von Tugenden und Lastern fördern können, wie etwa die persönliche Veranlagung des Charakters, die Einflüsse des Lebensumfelds und der Erziehung, soziale Beziehungen und wirtschaftliches Wohlergehen oder Notlagen etc.

### Seelenlehre als Grund der Aufgliederung der Tugenden
Radulfus Ardens ist der erste, der – im Unterschied zu den im 12. Jahrhundert vorhergehenden tugendethischen Sammlungen und Traktaten – für die Aufgliederung der Tugenden und Laster nicht einfach die Schemata des Macrobius oder Cicero übernimmt, sondern ihre Einteilung auf der Grundlage einer höchst differenzierten Seelenlehre aus den verschiedenen Kräften und Vermögen der Seele herleitet. Er übernimmt also nicht einfach von der antiken Philosophie her vorgegebene Gliederungen der Tugenden und Untertugenden, sondern fragt nach dem Grund, aus dem sich die verschiedenen Tugenden und ihre Aufgliederung ergeben. Damit geht es Radulfus Ardens darum, die Vollständigkeit der genannten Einzeltugenden zu begründen. Zugleich findet er, indem er sich an den verschiedenen Kräften und Vermögen der Seele orientiert, zu einer neuen, völlig eigenständigen und einzigartigen Aufgliederung der Tugenden, für die das Schema der Kardinaltugenden ebenso wie die Zusammengehörigkeit der drei theologischen Tugenden Glaube, Hoffnung und Liebe nur noch untergeordnete Bedeutung hat. Der Einfluss guter oder schlechter Vorbilder fließt ebenso ein wie eine ausführliche Engel- und Dämonenlehre, die viele psychologische Beobachtungen zur Sprache bringt.

### Komplementärtugenden
Als charakteristisch für die Tugendlehre des Speculum universale kann auch die Lehre des Radulfus Ardens von den „virtutes collaterales“, den Komplementärtugenden, angesehen werden, die in der systematischen Durchführung, wie sie sich im Speculum universale findet, in der Theologiegeschichte einzigartig ist. Ausgehend von der Definition der Tugend als Mitte zwischen zwei Lastern, besteht der Gedanke der Komplementärtugenden darin, dass in der Mitte nicht nur eine Tugend steht, sondern jeweils zwei Tugenden gemeinsam die Mitte bilden. Das Wesen der Komplementärtugenden besteht darin, dass sie sich gegenseitig mäßigen und davor bewahren, in eines der Extreme des Zuviel oder Zuwenig abzugleiten und so zu einem Laster zu werden. So mäßigt z. B. die Aufrichtigkeit (simplicitas) die Klugheit (prudentia) und bewahrt sie davor, zu listiger Schlauheit und Verschlagenheit (versutia) zu werden. Und umgekehrt mäßigt die prudentia die simplicitas und bewahrt sie davor, zur Dummheit (stultitia) zu werden. Der Gedanke der Komplementärtugenden findet sich bei Radulfus Ardens aber nicht nur zufällig und vereinzelt, sondern durchgängig und prägt die gesamte Systematik der Tugendlehre.

## Weitere Werke
Außer dem Speculum universale werden Radulfus Ardens auch 202 Predigten – unterteilt in drei liturgische Zyklen – zugeschrieben. Es handelt sich um die umfassendste, nicht von Mönchen verfasste Sammlung von Modellpredigten aus dieser Zeit. Zwar sind alle noch existierenden Manuskripte entweder anonym oder fälschlicherweise einem Ralph Acton oder Atton, einem englischen Kleriker oder Prediger des 14. Jahrhunderts, zugewiesen. Der Prolog nennt jedoch darüber hinaus einen Radulfus als Autor. Dass es sich dabei tatsächlich um Radulfus Ardens handelt, lässt sich nicht nur an konzeptionellen Ähnlichkeiten beider Werke feststellen, es lassen sich darüber hinaus auch wörtliche Zitate im Speculum universale aus den Predigten (oder vice versa) aus der Feder des Radulfus identifizieren. Darüber hinaus muss Radulfus Ardens auch eine Reihe von Briefen (liber epistolarum) geschrieben haben, die aber bisher noch nicht aufgefunden wurden. Dagegen ist die Historia sui temporis, belli Godefridi de Bouillon in Saracenos – offensichtlich eine Geschichte des ersten Kreuzzugs – entgegen früheren Angaben nicht authentisch.

## Ausgaben
- Radulfi Ardentis Speculum universale, libri I-V, ed.: Claudia Heimann/Stephan Ernst (CCCM 241), Turnhout 2011.
- Radulfi Ardentis Speculum universale, libri VII-X, ed. Claudia Heimann/Stephan Ernst (CCCM 241A), Turnhout 2020.
- Radulfi Ardentis Speculum uniuersale, libri XI-XIV. ed. Claudia Heimann/Stephan Ernst (CCCM 241B), Turnhout 2025.
- Übers.: Radulfus Ardens, Wie entstehen Tugenden und Laster? lateinisch/deutsch, hg., übers. und eingeleitet von Stephan Ernst (HBPhMA 41), Freiburg/Basel/Wien 2017.
- Radulfus Ardens, Homiliae in epistolas et evangelia sanctorum et de tempore, ed.: J.-P. Migne (Patrologia latina, Nr. 155), Paris 1880, Sp. 1299–2118.

## Sekundärliteratur
- Johannes Gründel: Die Lehre des Radulfus Ardens von den Verstandestugenden auf dem Hintergrund seiner Seelenlehre. (Veröffentlichungen des Grabmann-Instituts 27), München u. a. 1976.
- Johannes Gründel: Das „Speculum universale“ des Radulfus Ardens. (Mitteilungen des Grabmann-Instituts 5), München 1961.
- Pierre Michaud-Quantin: Die Psychologie bei Radulfus Ardens, einem Theologen des ausgehenden 12. Jahrhunderts. In: MThZ 9 (1958), S. 81–96.
- Stephan Ernst: Klug wie die Schlangen und ehrlich wie die Tauben. Die Lehre von den Komplementärtugenden als Strukturprinzip der Tugendlehre des Radulfus Ardens. In: MThZ 61 (2010), S. 43–60.
- Claudia Heimann: Beobachtungen zur Rezeption der Werke des Radulfus Ardens im ausgehenden Mittelalter. In: Archa Verbi. Yearbook for the Study of Medieval Theology 10 (2013), S. 166–176.
- Stephan Ernst: Die passiones animae im Speculum universale des Radulfus Ardens. In: Passiones animae. Die „Leidenschaften der Seele“ in der mittelalterlichen Theologie und Philosophie. Hg. von Chr. Schäfer/M. Thurner, Berlin 2013, S. 135–164.
- Stephan Ernst: Sittlichkeit und Kontingenz. Die Bedingtheit des Menschen und ihre Bedeutung für die Entfaltung von Tugenden und Lastern nach Radulfus Ardens († um 1200). In: Zukunft aus der Geschichte Gottes. Theologie im Dienst der Zukunftsfähigkeit der Kirche. Hg. von G. Bausenhart/M. Eckholt/L. Hauser (FS. Peter Hünermann), Freiburg/Basel/Wien 2014, S. 264–286.
- Marie-Thérèse d’Alverny: L’Obit de Raoul Ardent. In: Arch. hist. doctr. litt. moyen âge, 15/17 (1940/42), S. 403–405.
- Tobias Janotta: Die Soteriologie im Speculum uniuersale des Radulfus Ardens. Eine systematische Betrachtung des Heilshandelns Christi aus der Perspektive der Tugendethik. In: U. Roth, D. Olszynski (Hg.): Soteriologie in der frühmittelalterlichen Theologie. (Archa Verbi. Subsidia 18), Münster 2019, S. 279–314.
- Stephan Ernst, Tobias Janotta: Radulfus Ardens: Typologie von Almosen (um 1200). Einführung und Übersetzung. In: G. K. Schäfer, W. Maaser (Hg.): Geschichte der Diakonie in Quellen. Von den biblischen Ursprüngen bis zum 18. Jahrhundert. Göttingen 2020, S. 347–356.
- Stephan Ernst: Radulfus Ardens und sein Speculum universale. In: M. Dreyer (Hg.): Zugänge zum Denken des Mittelalters. Band 9, Münster 2021.
- Tobias Janotta: Komplementarität der Leidenschaften. Die Lehre von den affektiven Tugenden im Speculum universale des Radulfus Ardens (gestorben um 1200). (Veröffentlichungen des Grabmann-Instituts 70), Berlin/Boston 2022.